# 柴爾茲 (明尼蘇達州)
柴爾茲（英語：Childs）是位於美國明尼蘇達州威爾金縣的一個非建制地區。

## 歷史
柴爾茲的郵局於1888年成立，其後於1920年停運。此地得名自當地農夫喬布·W·柴爾茲（Job W. Childs），此人後來移居加利福尼亞州。

## 地理
柴爾茲所處的海拔為高於海平面296米（即971英呎），而該地所採用的時區為UTC-6，即北美中部時區（CST）。同時該地設有夏令時間，為UTC-6調快一小時，即UTC-5（CDT）。